# Cyornis omissus
Papa-moscas-omisso ou papa-moscas-azul-da-celebes (Cyornis omissus) é uma espécie de ave da família Muscicapidae.
É endémica da Indonésia.
Os seus habitats naturais são: florestas subtropicais ou tropicais húmidas de baixa altitude e regiões subtropicais ou tropicais húmidas de alta altitude.